# Кур-де-Пиль
Кур-де-Пиль (фр. Cours-de-Pile) — коммуна во Франции, находится в регионе Аквитания. Департамент — Дордонь. Входит в состав кантона Бержерак-2. Округ коммуны — Бержерак.
Код INSEE коммуны — 24140.

## География

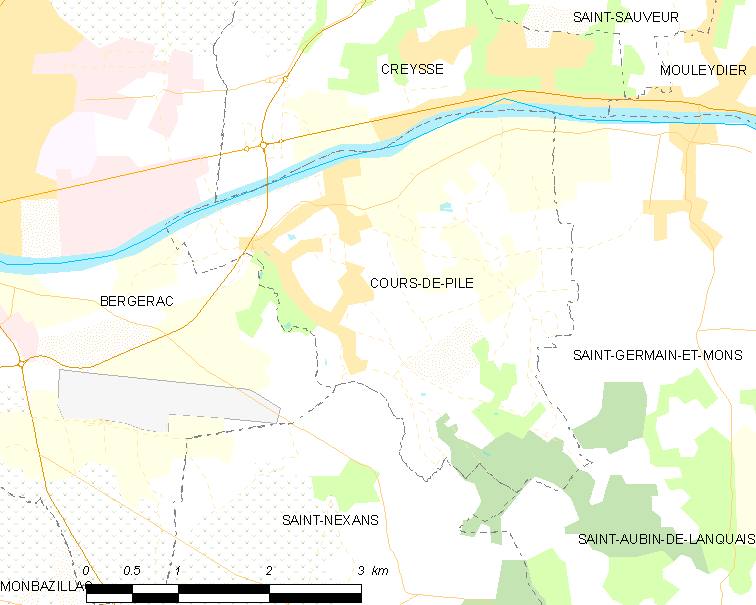
Карта коммуны

Коммуна расположена приблизительно в 470 км к югу от Парижа, в 90 км восточнее Бордо, в 45 км к югу от Перигё.
На севере коммуны протекает река Дордонь.

### Климат
Климат умеренный океанический со средним уровнем осадков, которые выпадают преимущественно зимой. Лето здесь долгое и тёплое, однако также довольно влажное, здесь не бывает регулярных периодов летней засухи. Средняя температура января — 5 °C, июля — 18 °C. Изредка вследствие стечения неблагоприятных погодных условий может наблюдаться непродолжительная засуха или случаются поздние заморозки. Климат меняется очень часто, как в течение сезона, так и год от года.

## Население
Население коммуны на 2010 год составляло 1470 человек.
| 1962 | 1968 | 1975 | 1982 | 1990 | 1999 | 2010 |
| ---- | ---- | ---- | ---- | ---- | ---- | ---- |
| 572  | 628  | 868  | 1203 | 1329 | 1299 | 1470 |

## Администрация
| Период | Период | Фамилия       | Партия       | Примечания      |
| ------ | ------ | ------------- | ------------ | --------------- |
| 2001   | 2020   | Дидье Капюрон | беспартийный | инженер-агроном |

## Экономика
В 2010 году среди 951 человека трудоспособного возраста (15-64 лет) 680 были экономически активными, 271 — неактивными (показатель активности — 71,5 %, в 1999 году было 70,4 %). Из 680 активных жителей работали 629 человек (315 мужчин и 314 женщин), безработных было 51 (26 мужчин и 25 женщин). Среди 271 неактивных 64 человека были учениками или студентами, 137 — пенсионерами, 70 были неактивными по другим причинам.

## Достопримечательности
- Замок Пиль (XV век)
- Церковь Усекновения Главы Святого Иоанна Крестителя в неоготическом стиле[5]

## Фотогалерея

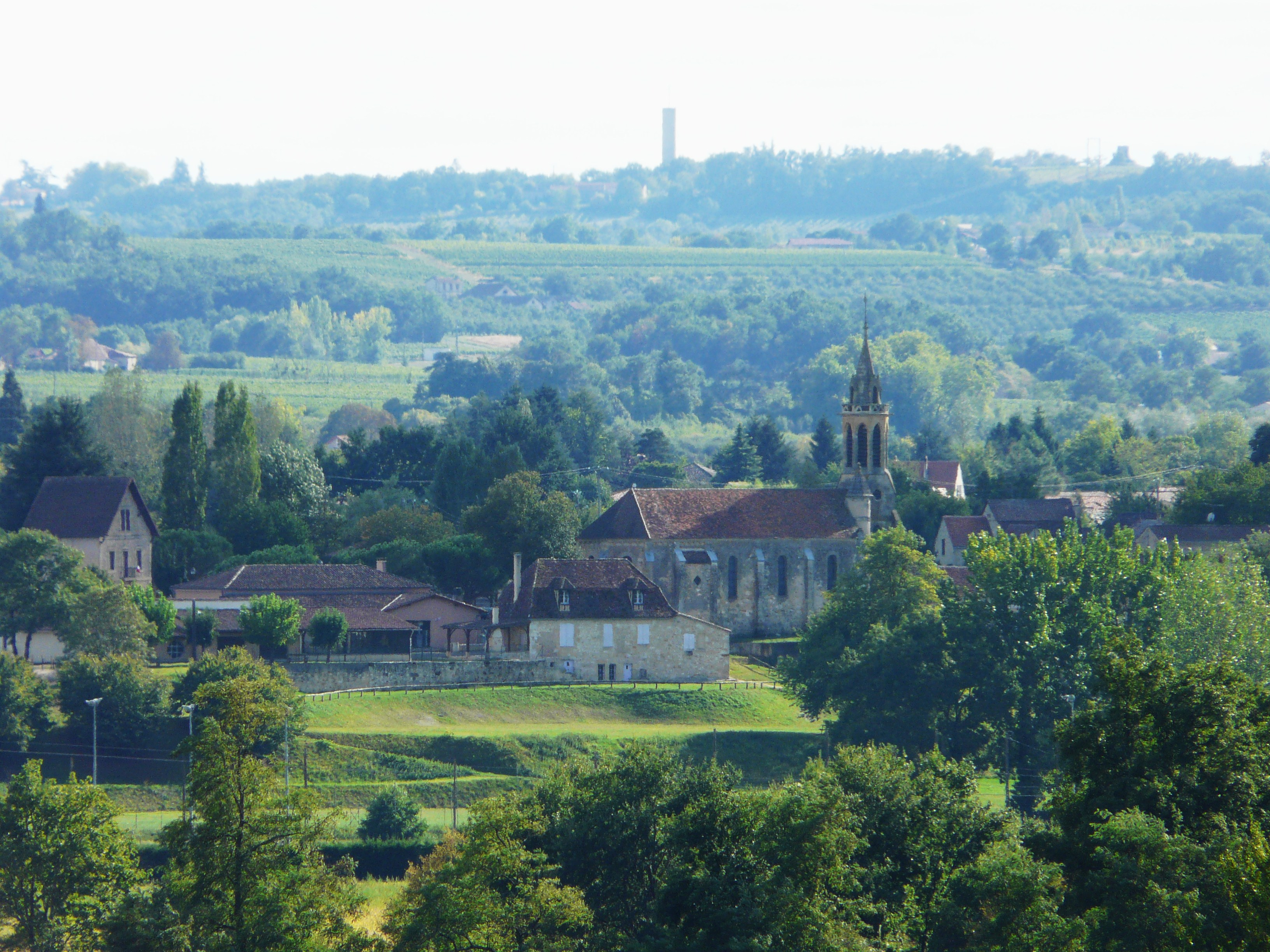
Кур-де-Пиль
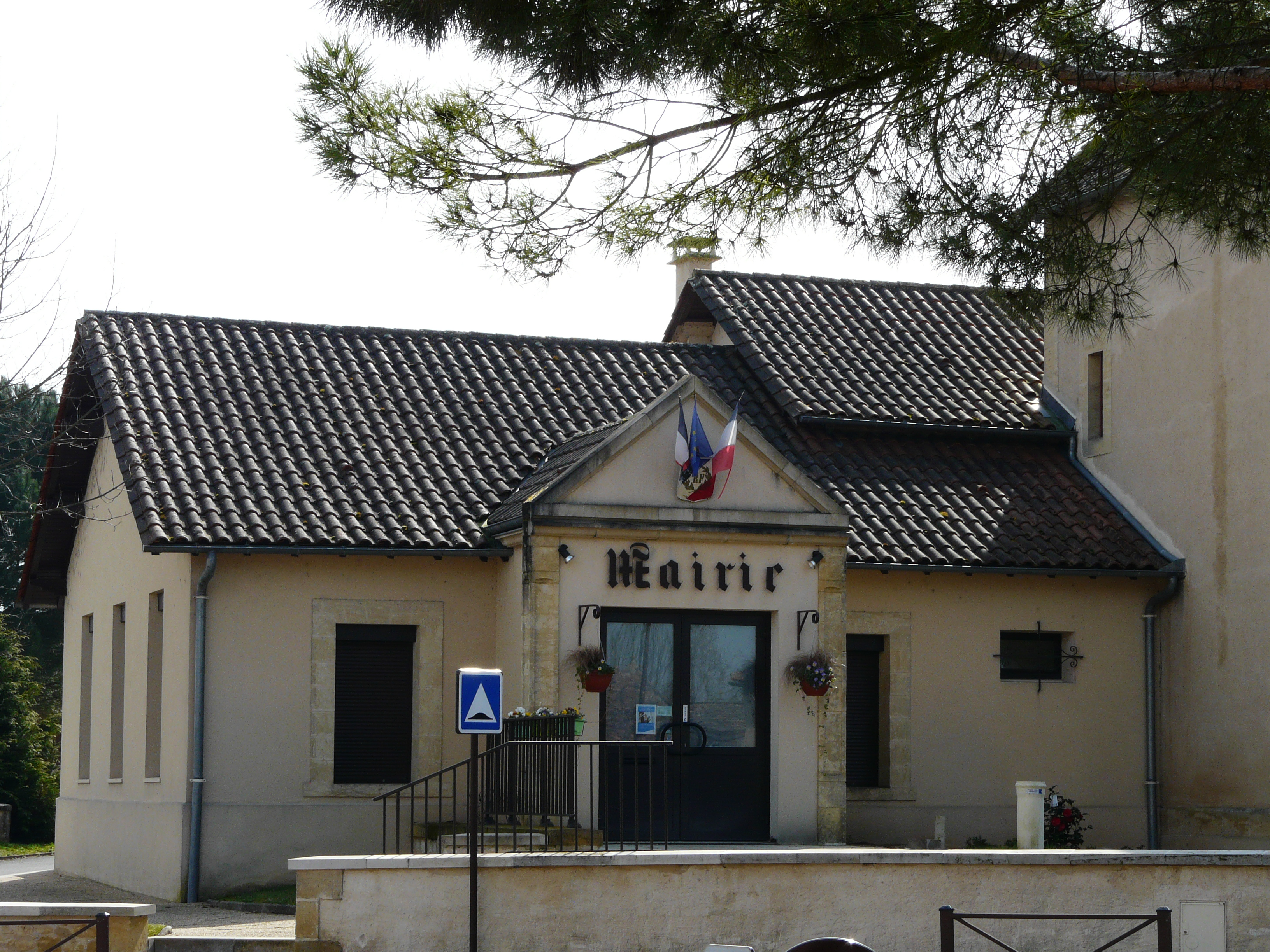
Мэрия
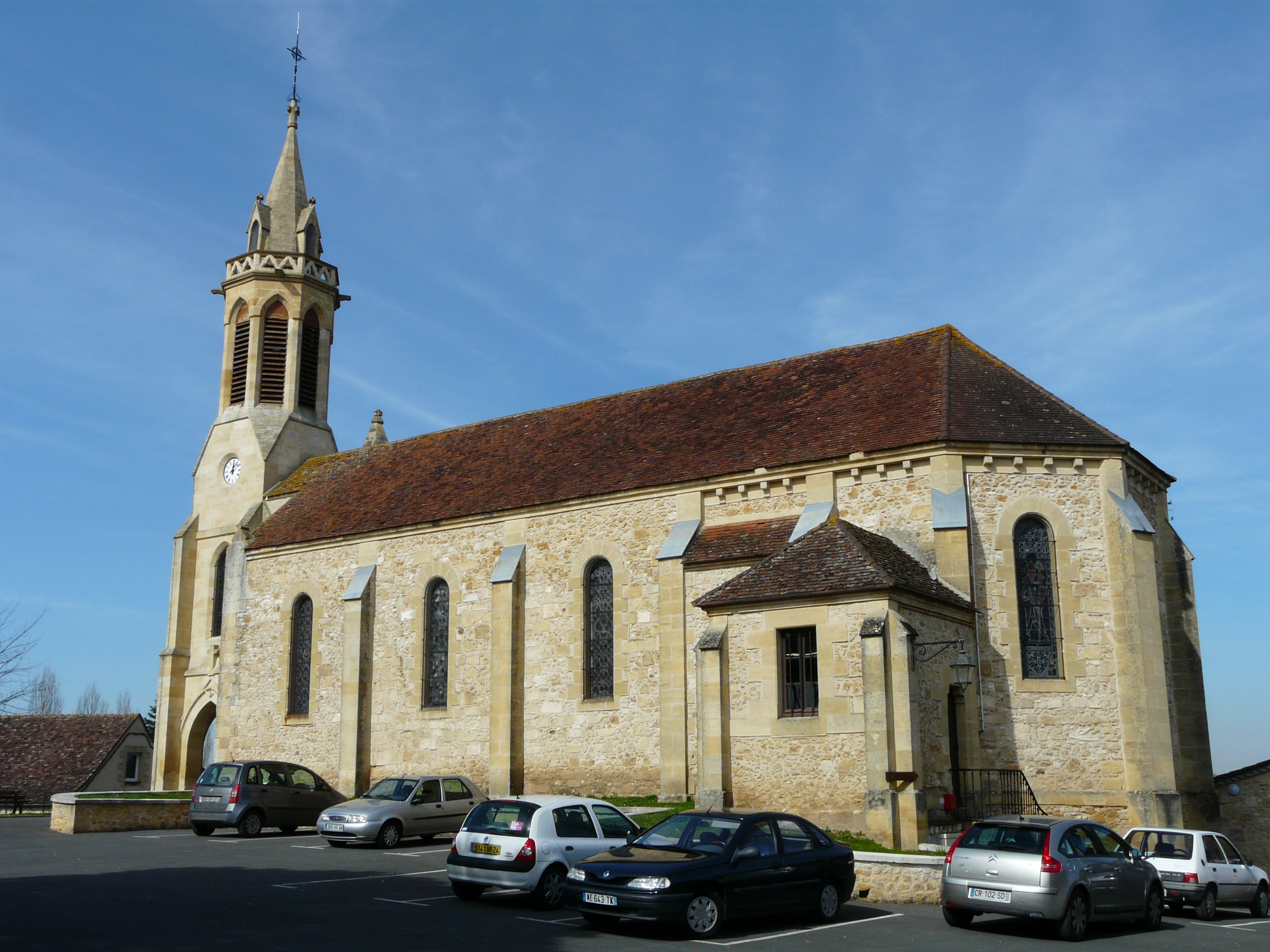
Церковь Усекновения Главы Св. Иоанна Крестителя
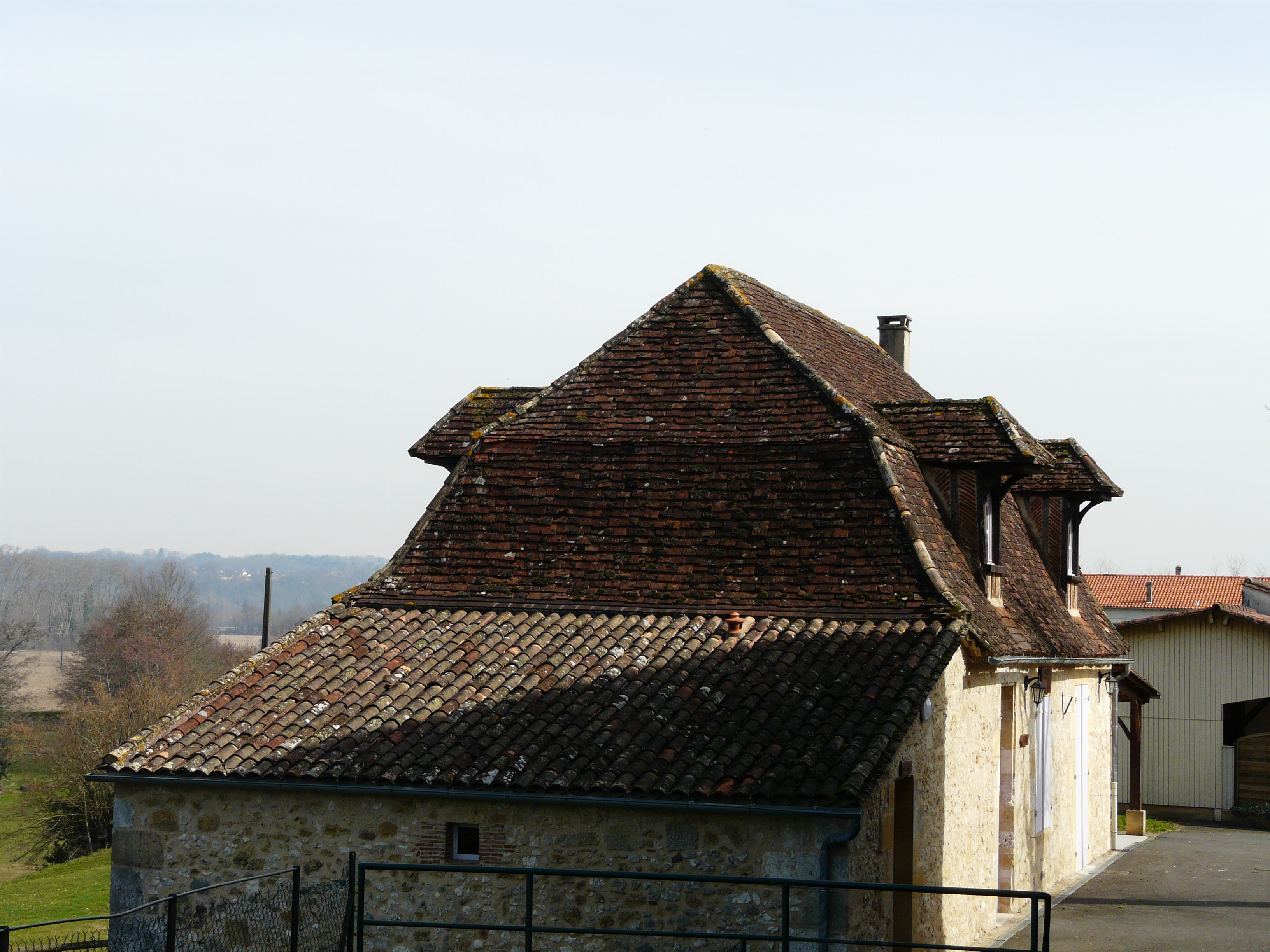
Дом
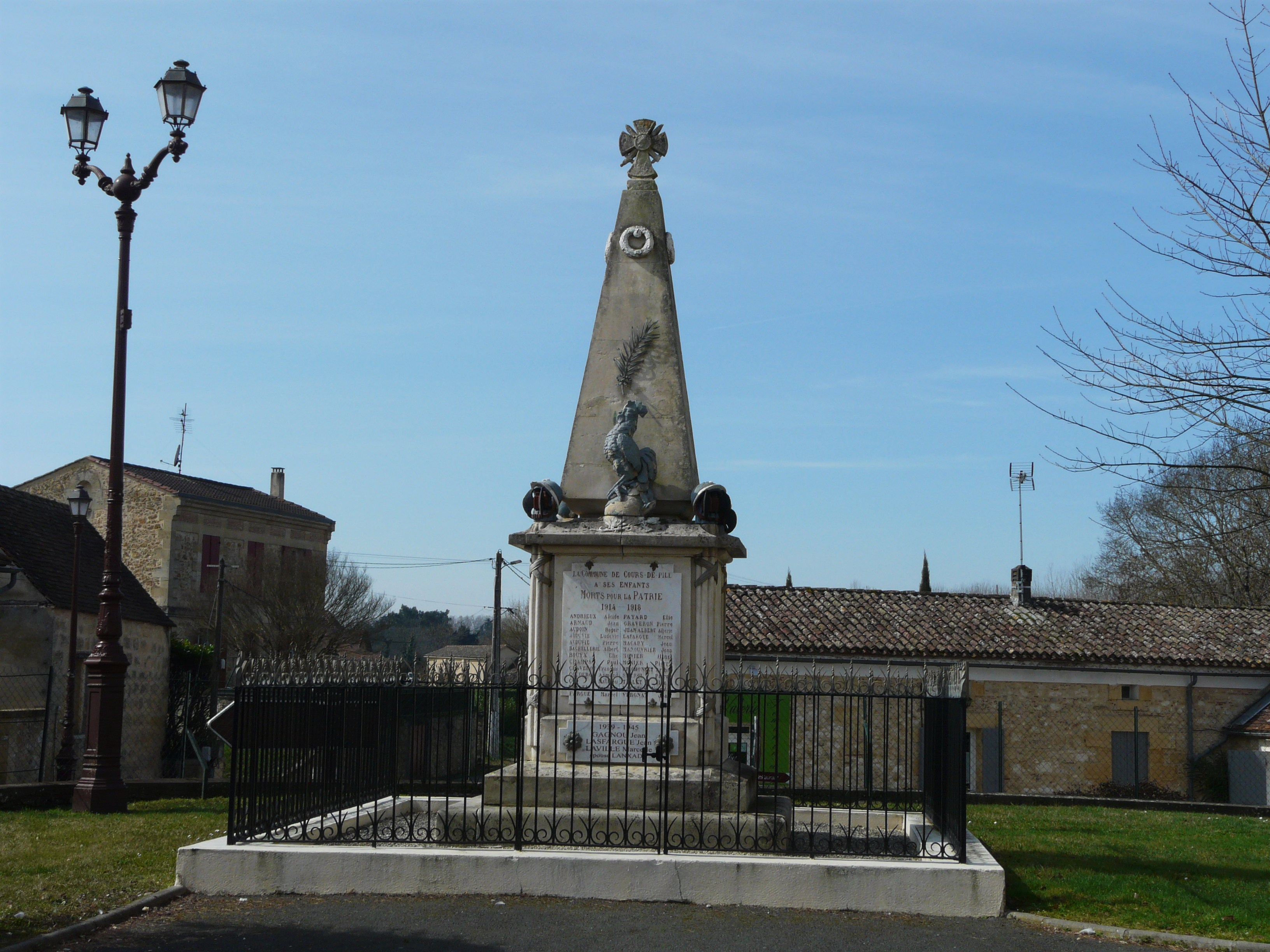
Военный мемориал
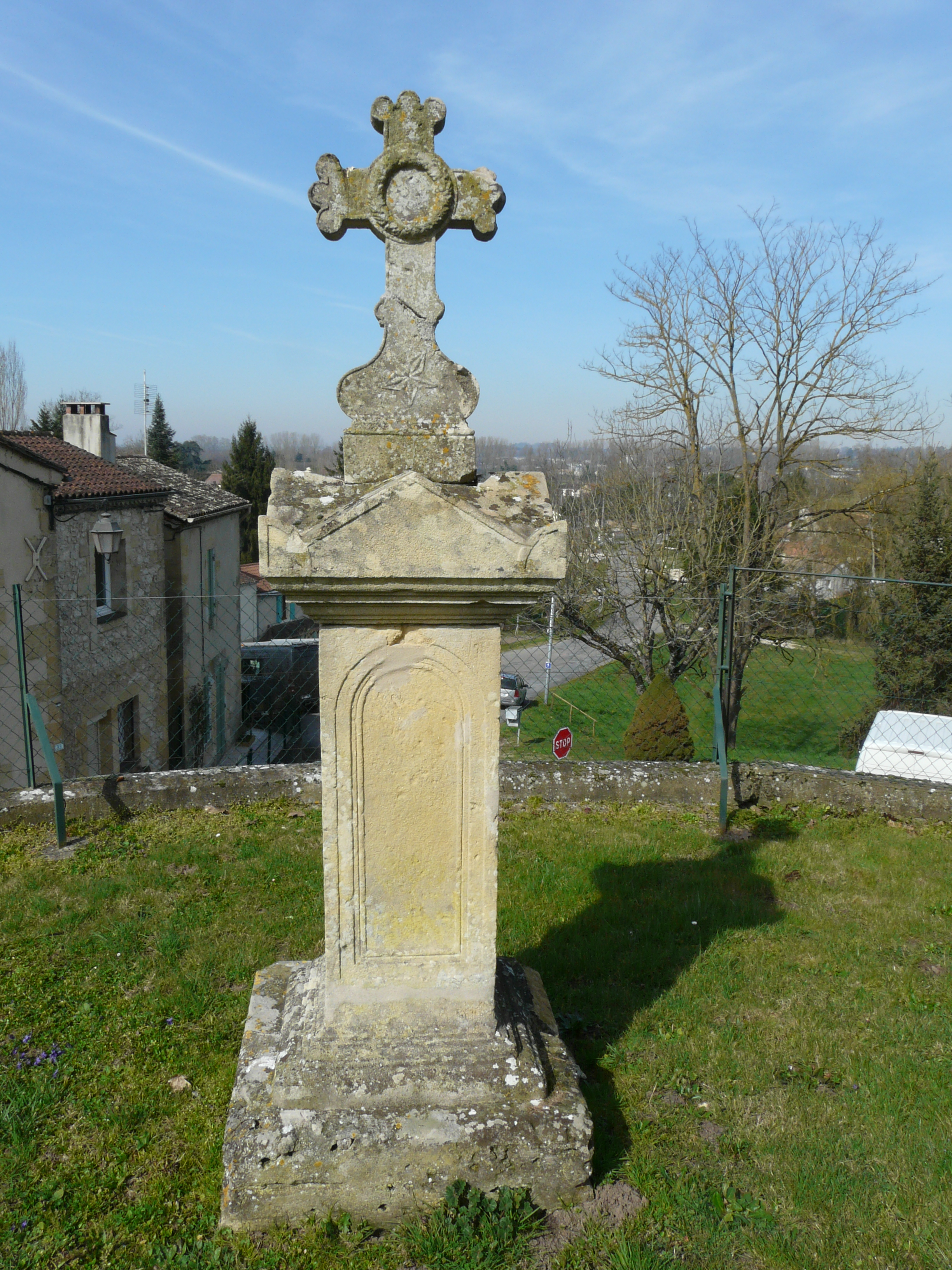
Крест